# Club Deportivo Vaca Díez
O Club Deportivo Vaca Díez, mais conhecido simplesmente como Vaca Díez, é um clube de futebol boliviano com sede na cidade de Cobija, departamento de Pando. Foi fundado em 19 de março de 1952 e, na temporada de 2023, disputa a Primeira Divisão da Bolívia pela primeira vez em sua história, após vencer a Copa Simón Bolívar de 2022.